# Adloyada

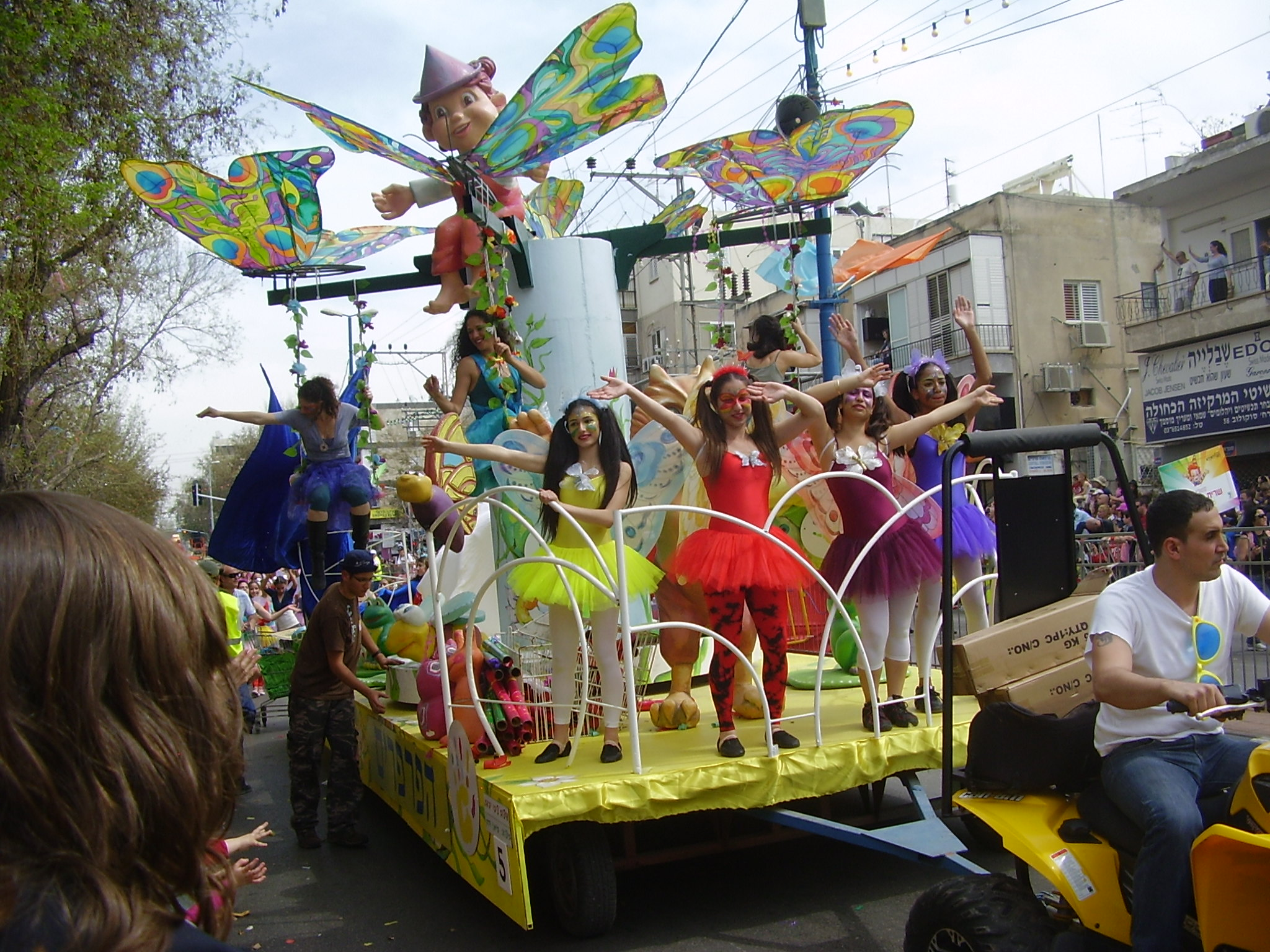
Festival en el año 2011.

Adloyada (en hebreo: עדלאידע) es el desfile anual de la fiesta de Purim, y tiene lugar en la ciudad de Jolón, en el Estado de Israel. Miles de personas participan en el desfile, que tiene un tema diferente cada año, los participantes son alumnos de la ciudad de Jolón, estudiantes de varios centros deportivos y culturales, grupos de gimnastas, acróbatas y malabaristas, grupos de danza, conjuntos musicales y grupos de teatro callejero. En el desfile aparecen enormes carrozas de colores. Los turistas venidos de otras partes de Eretz Israel y de otras naciones, asisten al desfile de Adloyada, el cual serpentea a través de las calles principales de Jolón, ante miles de espectadores de todas las edades. Normalmente, el desfile acaba con una fiesta en la calle, en la plaza del pueblo, ante el Ayuntamiento.